# Gmina Sunne
Gmina Sunne (szw. Sunne kommun) – gmina w Szwecji, w regionie Värmland, z siedzibą w Sunne.
Pod względem zaludnienia Sunne jest 162. gminą w Szwecji. Zamieszkuje ją 13 604 osób, z czego 49,88% to kobiety (6786) i 50,12% to mężczyźni (6818). W gminie zameldowanych jest 326 cudzoziemców. Na każdy kilometr kwadratowy przypada 10,49 mieszkańca. Pod względem wielkości gmina zajmuje 74. miejsce.